# ウェズレイ・タンキ・ダ・シウヴァ
ウェズレイ・タンキ（Wesley Tanque）ことウェズレイ・タンキ・ダ・シウヴァ（ポルトガル語: Wesley Tanque da Silva、1996年7月14日 - ）は、ブラジル・サンパウロ州出身のプロサッカー選手。Jリーグ・FC今治所属。ポジションはフォワード。

## 経歴
2015年にレギオナルリーガ・ノルト所属のFCオーバーラウシッツ・ノイガースドルフで選手となった。翌年にフォルトゥナ・リガのFCスロヴァン・リベレツに完全移籍した。その後、FKヴァルンスドルフ、FCフラデツ・クラーロヴェーに期限付き移籍したが、最終的には2019年夏に無所属となった。
2020年初めにアグレミアソン・スポルチーヴァ・アラピラケンセに加入しカンピオナート・アラゴアーノで戦ったが、リーグが終わると再び無所属になった。同年夏にコメルシアウFC (リベイラン・プレト)に加入し、翌年にアチバイアECに移籍した。
2021年夏にCDルイス・アンヘル・フィリポに移籍すると、CDパルマフロール・デル・トロピコ、CDトロフェンセ、青島西海岸足球倶楽部、クルブ・オールウェイズ・レディと各国を渡り歩いた。
2024年6月30日にJ3リーグのFC今治への完全移籍が発表された。7月14日のJ3リーグ・ツエーゲン金沢戦で日本初出場初得点を記録した。

## 個人成績
| 国内大会個人成績 | 国内大会個人成績 | 国内大会個人成績 | 国内大会個人成績 | 国内大会個人成績 | 国内大会個人成績 | 国内大会個人成績 | 国内大会個人成績 | 国内大会個人成績 | 国内大会個人成績 | 国内大会個人成績 | 国内大会個人成績 |
| 年度             | クラブ           | 背番号           | リーグ           | リーグ戦         | リーグ戦         | リーグ杯         | リーグ杯         | オープン杯       | オープン杯       | 期間通算         | 期間通算         |
| 年度             | クラブ           | 背番号           | リーグ           | 出場             | 得点             | 出場             | 得点             | 出場             | 得点             | 出場             | 得点             |
| 日本             | 日本             | 日本             | 日本             | リーグ戦         | リーグ戦         | リーグ杯         | リーグ杯         | 天皇杯           | 天皇杯           | 期間通算         | 期間通算         |
| ---------------- | ---------------- | ---------------- | ---------------- | ---------------- | ---------------- | ---------------- | ---------------- | ---------------- | ---------------- | ---------------- | ---------------- |
| 2024             | 今治             | 17               | J3               | 16               | 6                | -                | -                | -                | -                | 16               | 6                |
| 2025             | 今治             | 11               | J2               |                  |                  |                  |                  |                  |                  |                  |                  |
| 通算             | 日本             | 日本             | J2               |                  |                  |                  |                  |                  |                  |                  |                  |
| 通算             | 日本             | 日本             | J3               | 16               | 6                | -                | -                | -                | -                | 16               | 6                |
| 総通算           | 総通算           | 総通算           | 総通算           | 16               | 6                | 0                | 0                | 0                | 0                | 16               | 6                |